# Thesium dolichomeres
Thesium dolichomeres är en sandelträdsväxtart som beskrevs av John Patrick Micklethwait Brenan. Thesium dolichomeres ingår i släktet spindelörter, och familjen sandelträdsväxter. Inga underarter finns listade i Catalogue of Life.